# Ernst Carl Helle
Ernst Carl Helle (* 5. Dezember 1794; † 19. Juli 1850) war ein Zuckerfabrikant in Sudenburg bei Magdeburg.
Helle wurde vermutlich als Sohn des Zuckerfabrikanten und Magdeburger Kommunalpolitikers Ernst Christoph Helle und seiner Ehefrau Johanna Katharina Meitzendorf geboren. Er betrieb in Sudenburg an der Hausnummer 9, Sudenburg hatte noch keine Straßennamen, zumindest bereits ab 1817, vermutlich gemeinsam mit August Helle, eine Zuckerfabrik.
Die Straße an der diese Fabrik lag, erhielt später den Namen Hellestraße.